# 上官惇
上官惇（?—?），中国五胡十六国时代成汉开国大臣。名列陇西六郡巴氐酋豪李、任、阎、赵、上官。
300年，赵廞反西晋，自称大都督、大将军、益州牧。李特弟李庠及妹夫李含、任回、上官惇、扶风李攀、始平费佗、氐苻成、隗伯等以四千骑兵归赵廞。301年，李特自己建立政权，以上官惇为司马。303年，李流给上官惇去信说：“接受前来投降的人就像面对敌人一样，戒备不能改变。”前将军李雄也附议。李特生气说：“大事已经成功，只该使人民安定，为什么反而这样对他们怀疑猜忌，是让他们离开我们去叛乱吗？”决意安民，不去提防他们。二月，罗尚出大军反击，李特及李辅和李远都战死。。304年，李雄建立大成国，306年，李雄称皇帝，任命为司空。李雄的母亲罗氏去世时，李雄想行三年守丧之礼，群臣执意谏阻，李雄不听。李骧对上官惇说：“如今正有急难还没有消解，我想坚持谏阻，不让主上最终守居丧之礼，你认为怎么样？”上官惇说：“三年的丧制，从天子直到庶人，所以孔子说：‘不一定是高宗，古时候的人都是这样。'但是汉魏以后，天下多难，宗庙是最重要的，不能长时间无人管理，所以不行衰绖一类的礼，尽哀就罢了。”